# 下総松崎駅
下総松崎駅（しもうさまんざきえき）は、千葉県成田市大竹にある、東日本旅客鉄道（JR東日本）成田線（我孫子支線）の駅である。

## 歴史
- 1901年（明治34年）8月10日：成田鉄道成田 - 安食間に松崎駅（まんざきえき）として開設[1]。旅客・貨物取扱開始[4]。
- 1920年（大正9年）9月1日：成田鉄道が国有化され、国有鉄道の駅となる[1][4]。同時に下総松崎駅（しもうさまんざきえき）に改称[4]。
- 1961年（昭和36年）11月1日：貨物取扱廃止[4]。
- 1973年（昭和48年）10月1日：成田線我孫子 - 成田間電化が完成。
- 1987年（昭和62年）4月1日：国鉄分割民営化に伴い、東日本旅客鉄道（JR東日本）の駅となる[1][4]。
- 2001年（平成13年）11月18日：ICカード「Suica」の利用が可能となる[広報 1]。
- 2025年（令和7年）5月24日：新駅舎の使用を開始[5]。 設計は浜田晶則建築設計事務所が担当した。

## 駅構造
相対式ホーム2面2線を有する地上駅。互いのホームは跨線橋で連絡している。駅舎はプレハブである。トイレは男女別の水洗式で、1番線ホーム上に設置されている。かつては男女共用の汲取り式であった。木造駅舎を有する。
成田統括センター（成田駅）管理で、JR東日本ステーションサービスが駅業務を受託する業務委託駅であるが、お客さまサポートコールシステムが導入されており、終日遠隔での対応も合わせて実施されている。また、自動券売機、乗車駅証明書発行機、簡易Suica改札機が設置されているが、自動改札機は未設置である。

### のりば
| 番線 | 路線                  | 方向 | 行先                               |
| ---- | --------------------- | ---- | ---------------------------------- |
| 1    | ■成田線（我孫子支線） | 下り | 成田・千葉・佐原方面               |
| 2    | ■成田線（我孫子支線） | 上り | 安食・我孫子・上野・品川・水戸方面 |

（出典：JR東日本:駅構内図）
- ホームは10両編成まで対応する。なお、最大で12両編成列車が停車可能であるが、臨時列車を含め11両以上の編成が乗入れる機会はほぼ皆無であり、停止位置目標も10両までしか設置されていない。
- 多くの列車が当駅で上り・下り列車の行違い待ちをする。
- 1番線方面表示には「佐倉・佐原」、2番線方面表示には「土浦・水戸」等も表示されている。

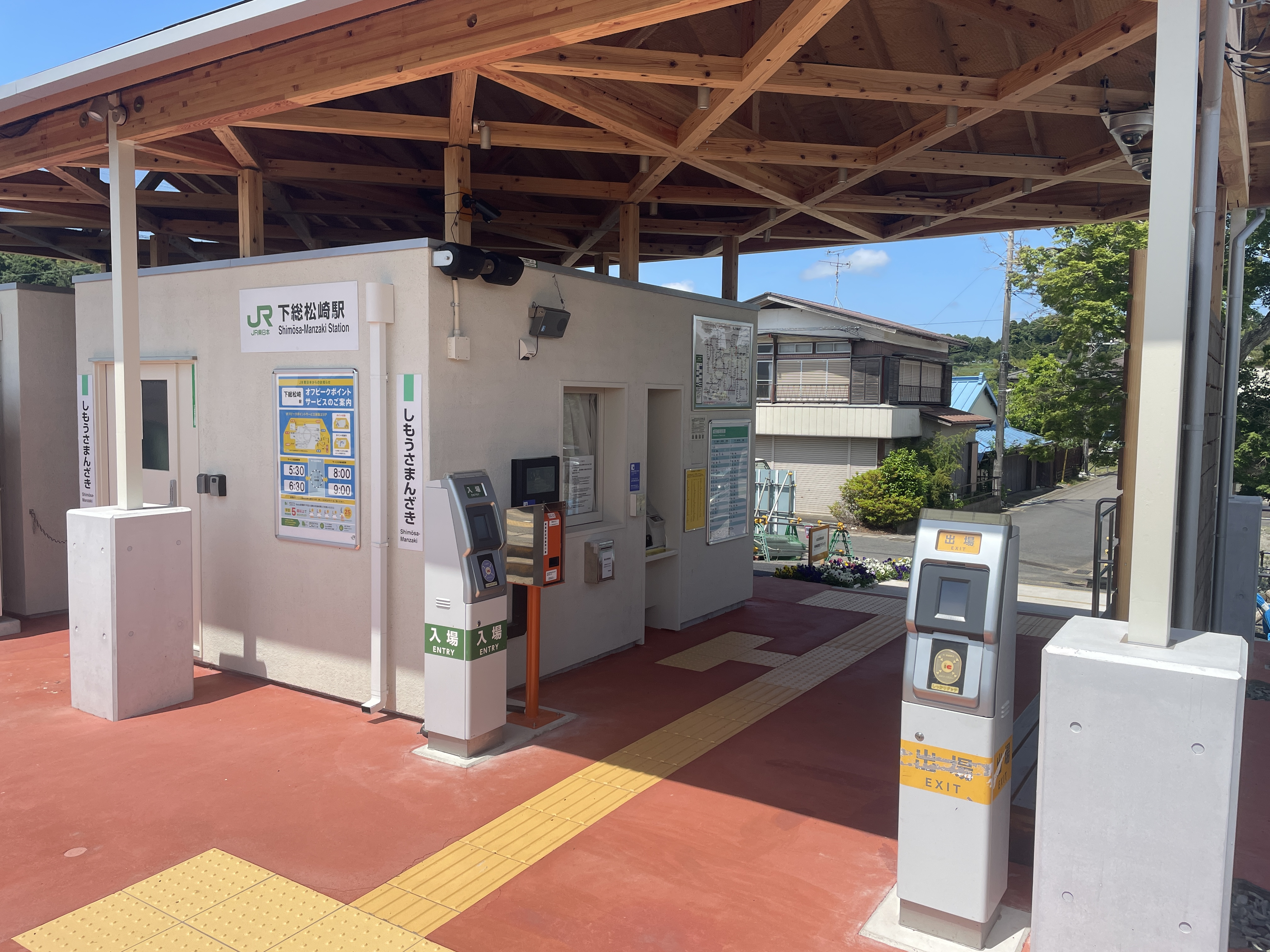
改札口（2025年5月）
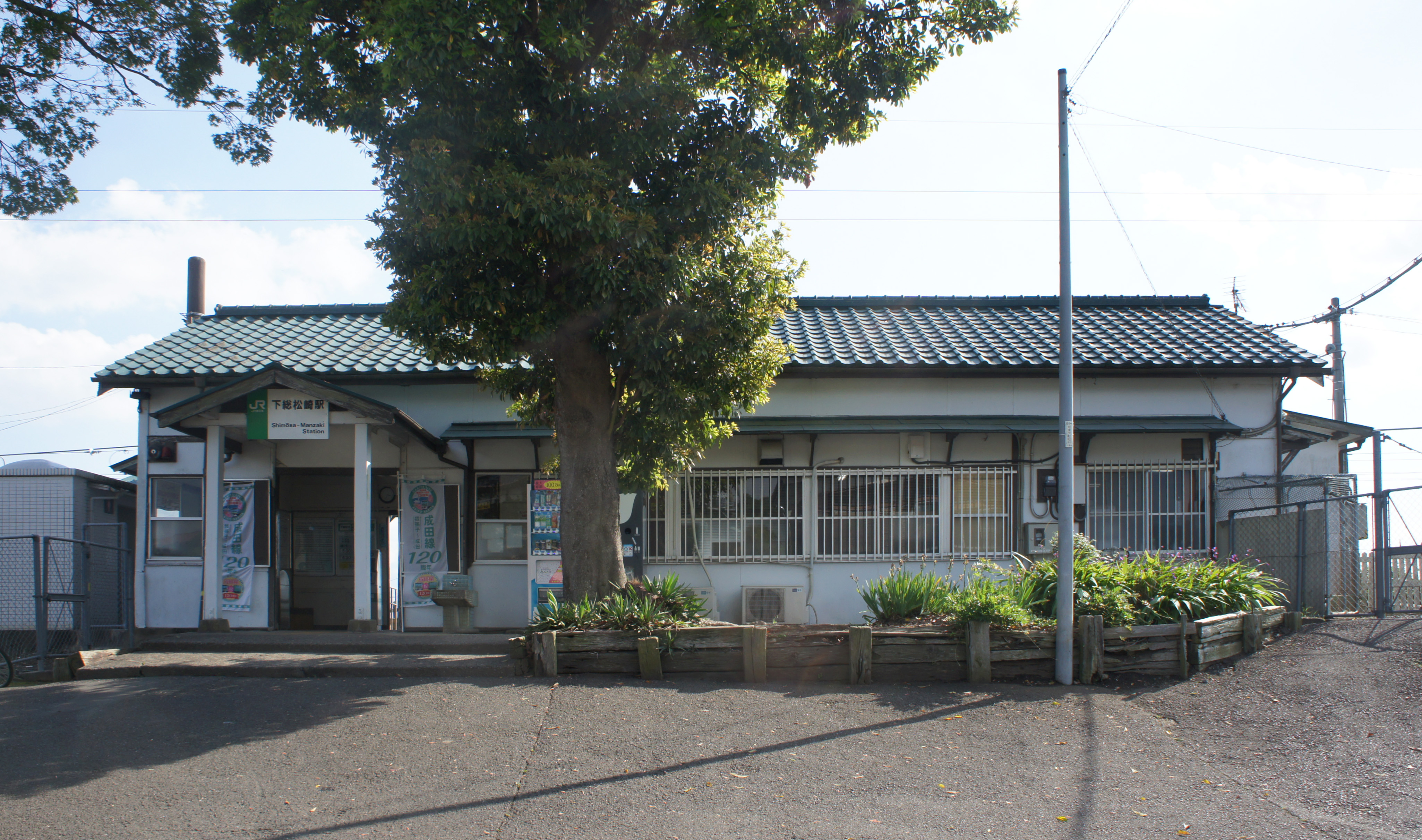
旧駅舎（2021年5月）
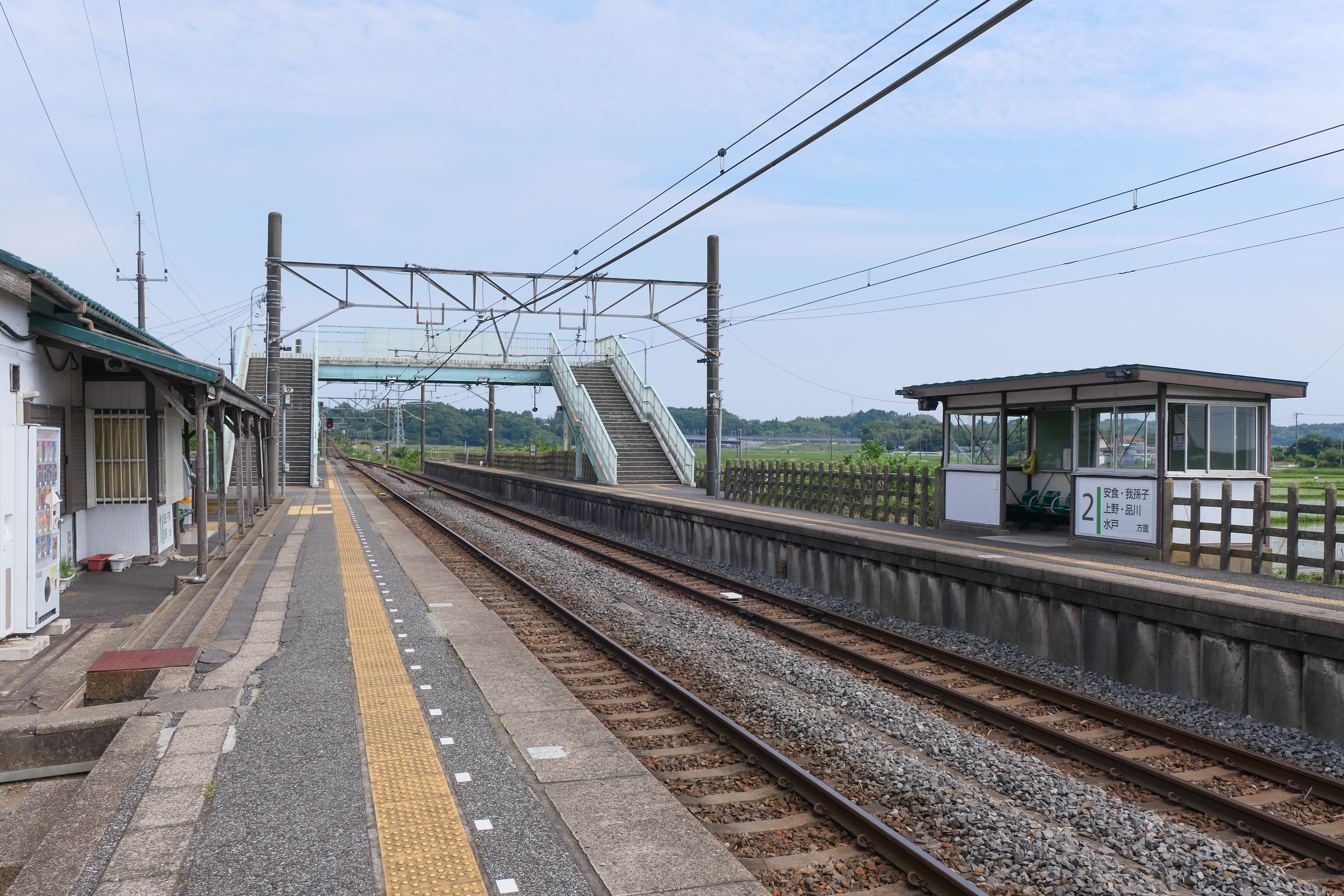
ホームと跨線橋（2021年5月）
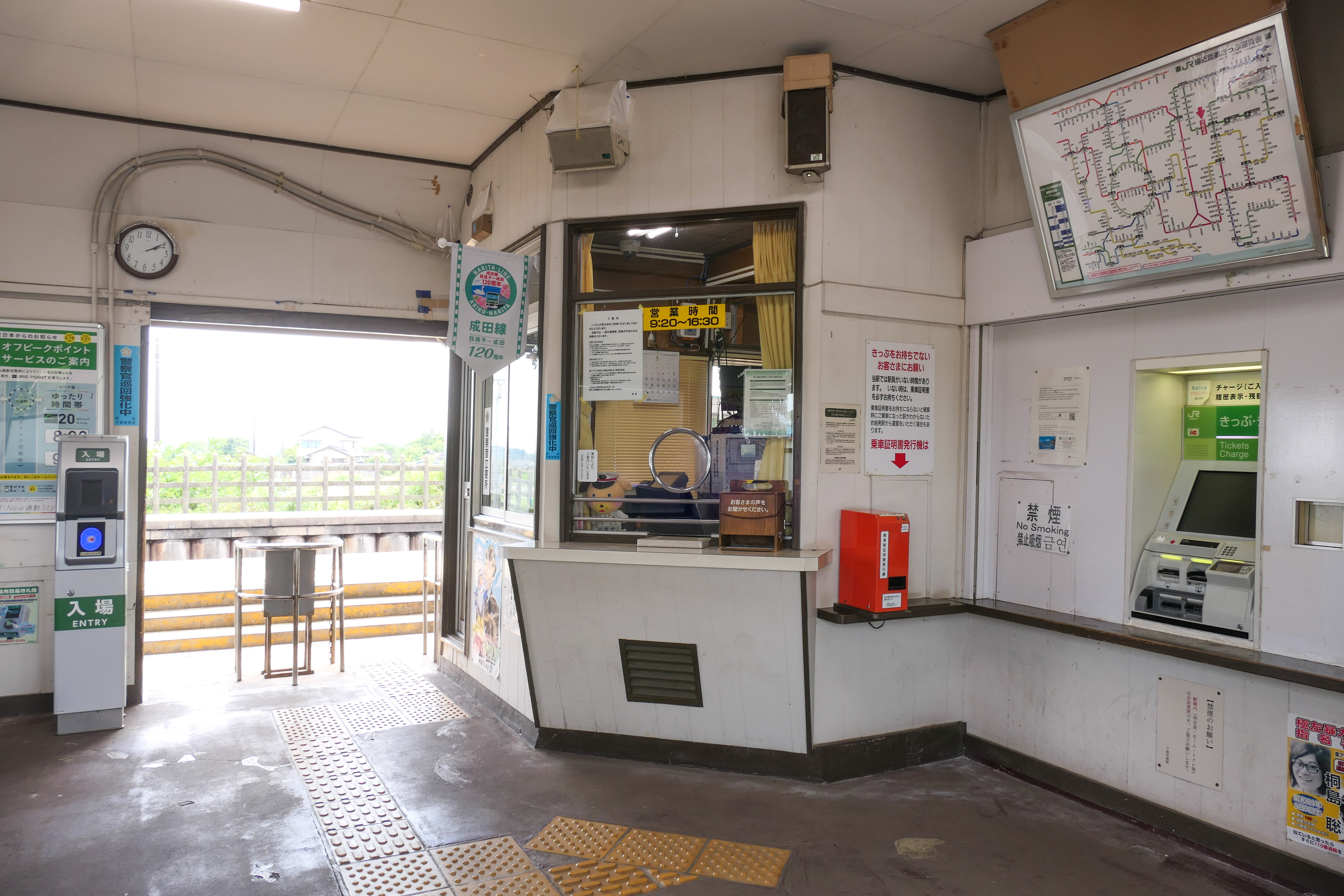
旧駅舎の改札口と券売機（2021年5月）
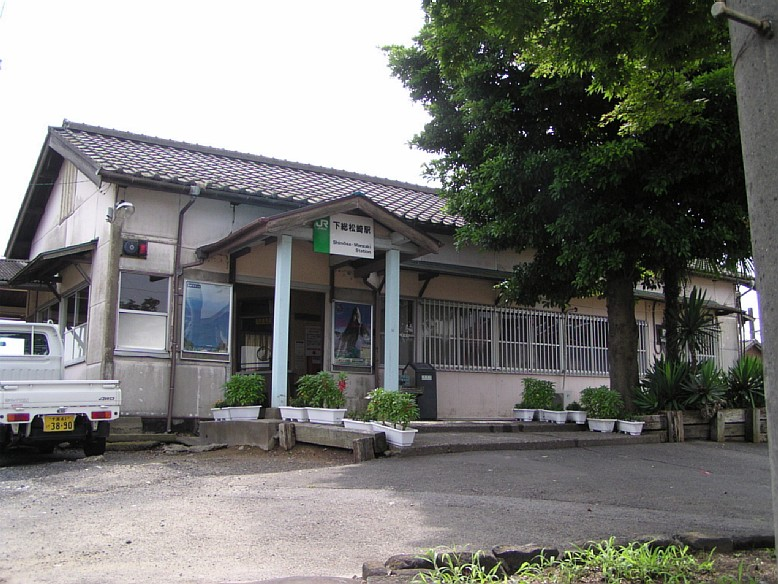
外壁塗装前の旧駅舎（2005年7月）

## 利用状況
2023年（令和5年）度の1日平均乗車人員は496人である。
JR東日本および千葉県統計年鑑によると、近年の1日平均乗車人員の推移は以下の通り。
| 年度               | 1日平均 乗車人員 | 出典     |
| ------------------ | ---------------- | -------- |
| 1990年（平成02年） | 911              | [ * 1 ]  |
| 1991年（平成03年） | 943              | [ * 2 ]  |
| 1992年（平成04年） | 994              | [ * 3 ]  |
| 1993年（平成05年） | 1,021            | [ * 4 ]  |
| 1994年（平成06年） | 903              | [ * 5 ]  |
| 1995年（平成07年） | 921              | [ * 6 ]  |
| 1996年（平成08年） | 952              | [ * 7 ]  |
| 1997年（平成09年） | 971              | [ * 8 ]  |
| 1998年（平成10年） | 985              | [ * 9 ]  |
| 1999年（平成11年） | 992              | [ * 10 ] |
| 2000年（平成12年） | 931              | [ * 11 ] |
| 2001年（平成13年） | 937              | [ * 12 ] |
| 2002年（平成14年） | 925              | [ * 13 ] |
| 2003年（平成15年） | 904              | [ * 14 ] |
| 2004年（平成16年） | 869              | [ * 15 ] |
| 2005年（平成17年） | 833              | [ * 16 ] |
| 2006年（平成18年） | 816              | [ * 17 ] |
| 2007年（平成19年） | 786              | [ * 18 ] |
| 2008年（平成20年） | 805              | [ * 19 ] |
| 2009年（平成21年） | 802              | [ * 20 ] |
| 2010年（平成22年） | 764              | [ * 21 ] |
| 2011年（平成23年） | 730              | [ * 22 ] |
| 2012年（平成24年） | 699              | [ * 23 ] |
| 2013年（平成25年） | 725              | [ * 24 ] |
| 2014年（平成26年） | 722              | [ * 25 ] |
| 2015年（平成27年） | 717              | [ * 26 ] |
| 2016年（平成28年） | 721              | [ * 27 ] |
| 2017年（平成29年） | 691              | [ * 28 ] |
| 2018年（平成30年） | 692              | [ * 29 ] |
| 2019年（令和元年） | 712              | [ * 30 ] |
| 2020年（令和02年） | 525              |          |
| 2021年（令和03年） | 618              |          |
| 2022年（令和04年） | 525              |          |
| 2023年（令和05年） | 496              |          |

## 駅周辺

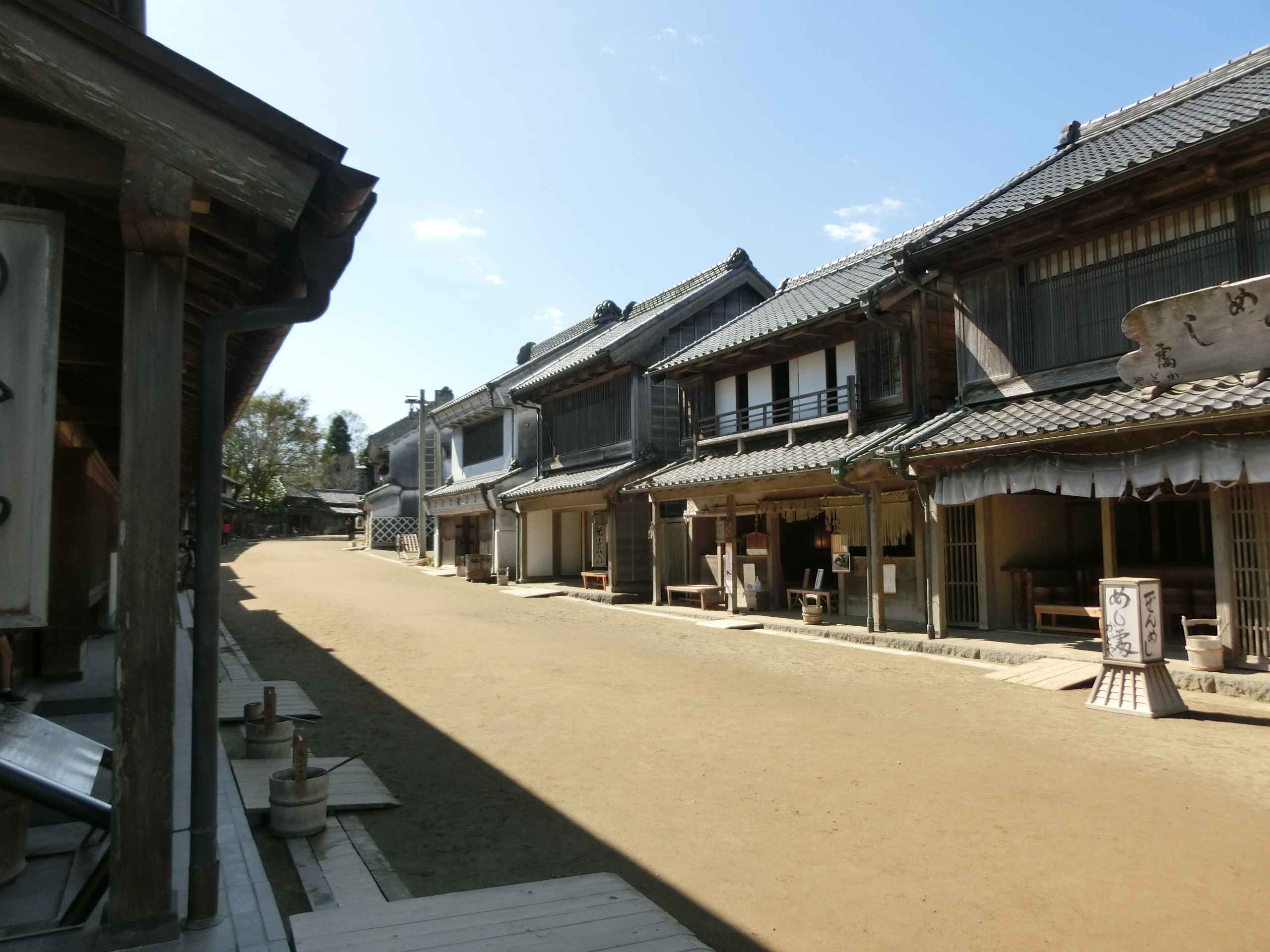
千葉県立房総のむら（商家の町並み）

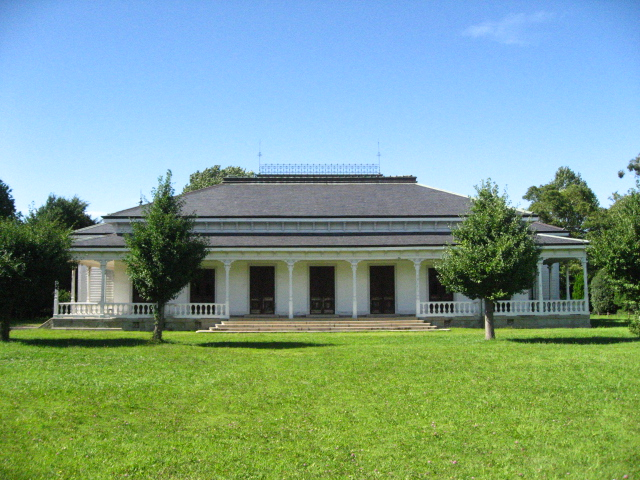
旧学習院初等科正堂（国の重要文化財）

駅前には公衆電話、駅周辺案内板、郵便ポスト（敷地外）が設置され、簡易的な喫煙所と水道が駅舎入口に設けられている。また、数台の乗用車が駐車できるスペースが確保されており、成田市管理の駐輪場（無料）も整備されている。JR東日本が主催する駅からハイキングでは、当駅から千葉県立房総のむら・龍角寺（竜角寺）を通って安食駅へ至るルートが設定されている。駅の西側には北印旛沼が広がる。
- 国道464号
- 千葉県道18号成田安食線
- 千葉県道206号下総松崎停車場線
- 京成成田空港線 - ホームから高架橋を見渡すことができる。なお、当駅から東へ約1.5キロメートル（km）のところに成田湯川駅が設置されている。なお、地名としての松崎は、下総松崎駅ではなく成田湯川駅の地点に位置する。
- 関東ふれあいの道
  - 当駅 - 千葉県立房総のむら - 龍角寺 - 龍正院 - 滑河駅（古墳をたずねるみち）
  - 当駅 - 印旛沼 - 甚兵衛の渡し - 公津の杜駅（水鳥のみち）
- 千葉県立成田西陵高等学校
- 松崎郵便局
- 坂田ヶ池総合公園 - 江戸時代に作られた灌漑池を整備。
- 大和の湯 - 成田周辺で唯一の天然温泉。サウンドハウスの関連会社であるフィットネスハウスが運営。
- ふわりの森アーティストインレジデンス（FAIR） - シムラユウスケやカイカイキキに所属するアーティストなどが参加する国際アーティストインレジデンス。週末限定でアートカフェ「TOAST AND HONEY」が開かれている[6]。
- 千葉県立房総のむら - 徒歩約28分。江戸後期から明治初期の房総地方の町並みを再現した体験型の歴史民俗博物館。
  - 旧学習院初等科正堂
  - 旧御子神家住宅
  - 龍角寺岩屋古墳
  - 風土記の丘資料館

## 隣の駅
東日本旅客鉄道（JR東日本）
■成田線（我孫子支線）
安食駅 - 下総松崎駅 - 成田駅

#### 広報資料・プレスリリースなど一次資料
1. ↑  “Suicaご利用可能エリアマップ（2001年11月18日当初）” (PDF).   東日本旅客鉄道. 2019年7月27日時点のオリジナルよりアーカイブ。2020年4月24日閲覧。

#### 利用状況に関する資料
1. ↑  千葉県統計年鑑 - 千葉県
2. ↑  成田市統計書 - 成田市

JR東日本の2000年度以降の乗車人員
1. 1 2 3  各駅の乗車人員（2023年度） - JR東日本
2. ↑  各駅の乗車人員（2000年度） - JR東日本
3. ↑  各駅の乗車人員（2001年度） - JR東日本
4. ↑  各駅の乗車人員（2002年度） - JR東日本
5. ↑  各駅の乗車人員（2003年度） - JR東日本
6. ↑  各駅の乗車人員（2004年度） - JR東日本
7. ↑  各駅の乗車人員（2005年度） - JR東日本
8. ↑  各駅の乗車人員（2006年度） - JR東日本
9. ↑  各駅の乗車人員（2007年度） - JR東日本
10. ↑  各駅の乗車人員（2008年度） - JR東日本
11. ↑  各駅の乗車人員（2009年度） - JR東日本
12. ↑  各駅の乗車人員（2010年度） - JR東日本
13. ↑  各駅の乗車人員（2011年度） - JR東日本
14. ↑  各駅の乗車人員（2012年度） - JR東日本
15. ↑  各駅の乗車人員（2013年度） - JR東日本
16. ↑  各駅の乗車人員（2014年度） - JR東日本
17. ↑  各駅の乗車人員（2015年度） - JR東日本
18. ↑  各駅の乗車人員（2016年度） - JR東日本
19. ↑  各駅の乗車人員（2017年度） - JR東日本
20. ↑  各駅の乗車人員（2018年度） - JR東日本
21. ↑  各駅の乗車人員（2019年度） - JR東日本
22. ↑  各駅の乗車人員（2020年度） - JR東日本
23. ↑  各駅の乗車人員（2021年度） - JR東日本
24. ↑  各駅の乗車人員（2022年度） - JR東日本

千葉県統計年鑑
1. ↑  千葉県統計年鑑（平成3年）
2. ↑  千葉県統計年鑑（平成4年）
3. ↑  千葉県統計年鑑（平成5年）
4. ↑  千葉県統計年鑑（平成6年）
5. ↑  千葉県統計年鑑（平成7年）
6. ↑  千葉県統計年鑑（平成8年）
7. ↑  千葉県統計年鑑（平成9年）
8. ↑  千葉県統計年鑑（平成10年）
9. ↑  千葉県統計年鑑（平成11年）
10. ↑  千葉県統計年鑑（平成12年）
11. ↑  千葉県統計年鑑（平成13年）
12. ↑  千葉県統計年鑑（平成14年）
13. ↑  千葉県統計年鑑（平成15年）
14. ↑  千葉県統計年鑑（平成16年）
15. ↑  千葉県統計年鑑（平成17年）
16. ↑  千葉県統計年鑑（平成18年）
17. ↑  千葉県統計年鑑（平成19年）
18. ↑  千葉県統計年鑑（平成20年）
19. ↑  千葉県統計年鑑（平成21年）
20. ↑  千葉県統計年鑑（平成22年）
21. ↑  千葉県統計年鑑（平成23年）
22. ↑  千葉県統計年鑑（平成24年）
23. ↑  千葉県統計年鑑（平成25年）
24. ↑  千葉県統計年鑑（平成26年）
25. ↑  千葉県統計年鑑（平成27年）
26. ↑  千葉県統計年鑑（平成28年）
27. ↑  千葉県統計年鑑（平成29年）
28. ↑  千葉県統計年鑑（平成30年）
29. ↑  千葉県統計年鑑（令和元年）
30. ↑  千葉県統計年鑑（令和2年）